# Polypodiodes chinensis
Polypodiodes chinensis är en stensöteväxtart som först beskrevs av Christ, och fick sitt nu gällande namn av S. G. Lu. Polypodiodes chinensis ingår i släktet Polypodiodes och familjen Polypodiaceae. Inga underarter finns listade.